# Powiat Lubelski
Der Powiat Lubelski ist ein Powiat (Kreis) in der polnischen Woiwodschaft Lublin. Der Powiat hat eine Fläche von 1679,42 Quadratkilometern, auf der 143.000 Einwohner leben.

## Gemeinden
Der Powiat umfasst sechzehn Gemeinden, davon zwei Stadt-und-Land-Gemeinden und vierzehn Landgemeinden.

### Stadt-und-Land-Gemeinden
- Bełżyce
- Bychawa

### Landgemeinden
- Borzechów
- Garbów
- Głusk
- Jabłonna
- Jastków
- Konopnica
- Krzczonów
- Niedrzwica Duża
- Niemce
- Strzyżewice
- Wojciechów
- Wólka
- Wysokie
- Zakrzew